# ريكاردو مارتن
ريكاردو مارتن (بالإنجليزية: Riccardo Martin)‏ هو مغني أوبرا أمريكي، ولد في 18 نوفمبر 1874، وتوفي في 11 أغسطس 1952.